# Liste des monuments historiques de la Côte-d'Or (M-Z)
Pour les articles homonymes, voir Liste des monuments historiques de la Côte-d'Or.
Cet article recense une partie des monuments historiques de la Côte-d'Or, en France.
- Haut – A
- B
- C
- D
- E
- F
- G
- H
- I
- J
- K
- L
- M
- N
- O
- P
- Q
- R
- S
- T
- U
- V
- W
- X
- Y
- Z

| Monument                                                   | Commune                                                                                          | Adresse                                                       | Coordonnées                      | Notice                        | Protection             | Date             | Illustration                                        |
| ---------------------------------------------------------- | ------------------------------------------------------------------------------------------------ | ------------------------------------------------------------- | -------------------------------- | ----------------------------- | ---------------------- | ---------------- | --------------------------------------------------- |
| Croix                                                      | Maconge                                                                                          | Place de Église                                               | 47° 13′ 14″ nord, 4° 34′ 39″ est | « PA00112517 »                | Inscrit                | 1925             | Image manquante Téléverser                          |
| Château de Magny-lès-Aubigny                               | Magny-lès-Aubigny                                                                                |                                                               | 47° 06′ 55″ nord, 5° 10′ 29″ est | « PA00112518 »                | Inscrit MH             | 1976 2021        | Image manquante Téléverser                          |
| Bornes de la forêt de Châtillon                            | Maisey-le-Duc (également sur Buncey, Nod-sur-Seine, Saint-Germain-le-Rocheux et Villiers-le-Duc) | AE 127                                                        | à géolocaliser                   | « PA21000063 »                | Inscrit                | 27 novembre 2012 | Image manquante Téléverser                          |
| Croix                                                      | Mâlain                                                                                           | Place de Église                                               | 47° 19′ 28″ nord, 4° 47′ 42″ est | « PA00112519 »                | Classé                 | 1938             | Croix                                               |
| Mediolanum                                                 | Mâlain                                                                                           | La Boussière                                                  | 47° 19′ 18″ nord, 4° 48′ 35″ est | « PA00112785 »                | Inscrit Classé Inscrit | 1992 2016 2016   | Mediolanum                                          |
| Église Saint-Vorles                                        | Marcenay                                                                                         |                                                               | 47° 51′ 47″ nord, 4° 24′ 19″ est | « PA00112520 »                | Inscrit                | 1925             | Église Saint-Vorles                                 |
| Calvaire (restes)                                          | Marcilly-et-Dracy                                                                                | Dracy Place de Église                                         | 47° 24′ 35″ nord, 4° 30′ 24″ est | « PA00112523 »                | Inscrit                | 1925             | Calvaire (restes)                                   |
| Calvaire en pierre                                         | Marcilly-et-Dracy                                                                                | Marcilly place de l'église                                    | 47° 24′ 07″ nord, 4° 29′ 59″ est | « PA00112521 »                | Classé                 | 1925             | Calvaire en pierre                                  |
| Calvaire                                                   | Marcilly-et-Dracy                                                                                | Route de Velogny                                              | 47° 24′ 07″ nord, 4° 29′ 46″ est | « PA00112522 »                | Inscrit                | 1925             | Calvaire                                            |
| Chapelle du cimetière                                      | Marcilly-sur-Tille                                                                               | Grande rue                                                    | 47° 31′ 12″ nord, 5° 08′ 00″ est | « PA00112524 »                | Inscrit                | 1925             | Image manquante Téléverser                          |
| Église Saint-Loup-de-Troyes                                | Marey-sur-Tille                                                                                  | Rue de Varoux                                                 | 47° 35′ 52″ nord, 5° 04′ 50″ est | « PA00112525 »                | Inscrit                | 1927             | Église Saint-Loup-de-Troyes                         |
| Portail compagnonnique                                     | Marey-sur-Tille                                                                                  | 24 rue de Grancey                                             | 47° 36′ 01″ nord, 5° 04′ 56″ est | « PA00112749 »                | Classé                 | 1991             | Image manquante Téléverser                          |
| Château de Marigny-le-Cahouët                              | Marigny-le-Cahouët                                                                               |                                                               | 47° 27′ 37″ nord, 4° 27′ 48″ est | « PA00112526 »                | Inscrit                | 1929 2008        | Château de Marigny-le-Cahouët                       |
| Croix                                                      | Marigny-le-Cahouët                                                                               |                                                               | 47° 27′ 51″ nord, 4° 27′ 32″ est | « PA00112527 »                | Inscrit                | 1927             | Image manquante Téléverser                          |
| Église Saint-Germain                                       | Marigny-le-Cahouët                                                                               |                                                               | 47° 27′ 51″ nord, 4° 27′ 33″ est | « PA00112528 »                | Inscrit                | 1927             | Église Saint-Germain                                |
| Abbaye de Fontenay                                         | Marmagne                                                                                         |                                                               | 47° 38′ 23″ nord, 4° 23′ 20″ est | « PA00112529 »                | Classé                 | 1862             | Abbaye de Fontenay                                  |
| Église de l'Immaculée-Conception                           | Marmagne                                                                                         | Route de Dijon                                                | 47° 37′ 17″ nord, 4° 22′ 03″ est | « PA00112530 »                | Inscrit                | 1947             | Église de l'Immaculée-Conception                    |
| Café du Rocher                                             | Marsannay-la-Côte                                                                                | 85 route Beaune                                               | 47° 16′ 09″ nord, 5° 00′ 03″ est | « PA21000078 »                | Classé                 | 2017             | Image manquante Téléverser                          |
| Colombier de Marsannay-la-Côte                             | Marsannay-la-Côte                                                                                | Rue du Château                                                | 47° 16′ 11″ nord, 4° 59′ 29″ est | « PA00112531 »                | Inscrit                | 1942             | Colombier de Marsannay-la-Côte                      |
| Église Notre-Dame-de-l'Assomption                          | Marsannay-la-Côte                                                                                | Place Monseigneur Favier                                      | 47° 16′ 14″ nord, 4° 59′ 19″ est | « PA00112781 »                | Inscrit                | 1992             | Église Notre-Dame-de-l'Assomption                   |
| Croix                                                      | Massingy-lès-Vitteaux                                                                            | Rue de l'Église                                               | 47° 23′ 56″ nord, 4° 34′ 53″ est | « PA00112532 »                | Inscrit                | 1925             | Croix                                               |
| Château de Mauvilly                                        | Mauvilly                                                                                         |                                                               | 47° 42′ 23″ nord, 4° 41′ 41″ est | « PA21000098 »                | Inscrit                | 2019             | Château de Mauvilly                                 |
| Calvaire                                                   | Mavilly-Mandelot                                                                                 | Grande rue                                                    | 47° 02′ 56″ nord, 4° 44′ 18″ est | « PA00112533 »                | Classé                 | 1941             | Calvaire                                            |
| Église Saint-Aignan                                        | Meilly-sur-Rouvres                                                                               |                                                               | 47° 12′ 42″ nord, 4° 34′ 23″ est | « PA00112534 »                | Inscrit                | 1927             | Image manquante Téléverser                          |
| Maison de Vayvrand                                         | Menesble                                                                                         | Ruelle du Puits                                               | 47° 46′ 23″ nord, 4° 53′ 48″ est | « PA21000009 »                | Inscrit                | 1997             | Image manquante Téléverser                          |
| Château de Ménessaire                                      | Ménessaire                                                                                       |                                                               | 47° 07′ 55″ nord, 4° 08′ 41″ est | « PA00112535 »                | Inscrit                | 1973 1999        | Château de Ménessaire                               |
| Domaine de la Serrée                                       | Mesmont                                                                                          | La Serrée                                                     | 47° 18′ 32″ nord, 4° 45′ 59″ est | « PA21000086 »                | Inscrit MH Classé MH   | 2016 2022        | Image manquante Téléverser                          |
| Château de Vantoux                                         | Messigny-et-Vantoux                                                                              | Rue du Château                                                | 47° 23′ 37″ nord, 5° 01′ 11″ est | « PA00112536 »                | Classé                 | 1944 1945        | Château de Vantoux                                  |
| Église Saint-Vallier                                       | Messigny-et-Vantoux                                                                              | Place de l'Église                                             | 47° 24′ 24″ nord, 5° 01′ 01″ est | « PA00112537 »                | Inscrit                | 1927             | Église Saint-Vallier                                |
| Maison de Claude Hoin                                      | Messigny-et-Vantoux                                                                              | 10 rue des Écoles                                             | 47° 24′ 25″ nord, 5° 01′ 09″ est | « PA00112538 »                | Inscrit                | 1970             | Maison de Claude Hoin                               |
| Niche                                                      | Messigny-et-Vantoux                                                                              | Grande rue Route de Norges                                    | 47° 24′ 14″ nord, 5° 01′ 07″ est | « PA00112539 »                | Inscrit                | 1971             | Niche                                               |
| Château de la Velle                                        | Meursault                                                                                        | 17 rue de la Velle                                            | 46° 58′ 19″ nord, 4° 46′ 07″ est | « PA00112750 »                | Inscrit                | 1989             | Image manquante Téléverser                          |
| Église Saint-Nicolas                                       | Meursault                                                                                        | Place de la République                                        | 46° 58′ 40″ nord, 4° 46′ 12″ est | « PA00112540 »                | Classé                 | 1846             | Église Saint-Nicolas                                |
| Hôpital                                                    | Meursault                                                                                        | Route de Beaune à Meursault                                   | 46° 58′ 34″ nord, 4° 47′ 10″ est | « PA00112541 »                | Inscrit                | 1926 2003        | Hôpital                                             |
| Château de Chevigny                                        | Millery                                                                                          |                                                               | 47° 31′ 30″ nord, 4° 19′ 41″ est | « PA00132754 »                | Inscrit                | 1994             | Image manquante Téléverser                          |
| Château de Minot                                           | Minot                                                                                            | Rue Haute                                                     | 47° 39′ 53″ nord, 4° 52′ 16″ est | « PA00112786 »                | Inscrit                | 1992             | Château de Minot                                    |
| Église Saint-Pierre                                        | Minot                                                                                            | Rue de l'Église                                               | 47° 40′ 04″ nord, 4° 52′ 36″ est | « PA00112542 »                | Classé                 | 1941             | Église Saint-Pierre                                 |
| Bornes de la forêt de Mirebeau                             | Mirebeau-sur-Bèze                                                                                | Sises sur 16 parcelles                                        | à géolocaliser                   | « PA21000056 »                | Inscrit                | 2010             | Image manquante Téléverser                          |
| Église de la Nativité                                      | Mirebeau-sur-Bèze                                                                                | Rue de l'Église                                               | 47° 23′ 54″ nord, 5° 18′ 59″ est | « PA00112543 »                | Classé                 | 1909             | Église de la Nativité                               |
| Château de Missery                                         | Missery                                                                                          | Allée du Château                                              | 47° 18′ 32″ nord, 4° 22′ 16″ est | « PA00112544 »                | Classé                 | 1981             | Château de Missery                                  |
| Église Saint-Léger                                         | Moitron                                                                                          | Rue de l'Église                                               | 47° 40′ 40″ nord, 4° 49′ 13″ est | « PA00112760 »                | Inscrit                | 1991             | Église Saint-Léger                                  |
| Abbaye de Molesme                                          | Molesme                                                                                          |                                                               | 47° 56′ 03″ nord, 4° 21′ 25″ est | « PA00112545 »                | Inscrit                | 1971 1985        | Abbaye de Molesme                                   |
| Église Sainte-Croix                                        | Molesme                                                                                          | Rue Saint-Robert                                              | 47° 56′ 02″ nord, 4° 21′ 31″ est | « PA00112546 »                | Inscrit                | 1987             | Église Sainte-Croix                                 |
| Château de Molinot                                         | Molinot                                                                                          |                                                               | 47° 00′ 41″ nord, 4° 35′ 02″ est | « PA00112755 »                | Inscrit Classé         | 1990 1994        | Image manquante Téléverser                          |
| Château de Montbard                                        | Montbard                                                                                         | Parc Buffon                                                   | 47° 37′ 37″ nord, 4° 20′ 06″ est | « PA00112547 »                | Classé                 | 1862 1947        | Château de Montbard                                 |
| Église Sainte-Urse                                         | Montbard                                                                                         | Allée Clemenceau                                              | 47° 37′ 31″ nord, 4° 20′ 08″ est | « PA00112548 »                | Inscrit                | 1947             | Église Sainte-Urse                                  |
| Hôtel de Buffon                                            | Montbard                                                                                         | Place Buffon                                                  | 47° 37′ 31″ nord, 4° 20′ 16″ est | « PA00112549 »                | Classé Inscrit         | 1988             | Hôtel de Buffon                                     |
| Jardins potagers de Buffon et ancienne propriété Daubenton | Montbard                                                                                         | rue Daubenton; allée Clemenceau; place du 11 novembre         | 47° 37′ 27″ nord, 4° 20′ 08″ est | « PA21000104 »                | Inscrit Classé         | 2021 2024        | Image manquante Téléverser                          |
| Maison de l'Arquebuse                                      | Montbard                                                                                         | 54 rue François Debussy                                       | 47° 37′ 30″ nord, 4° 20′ 30″ est | « PA00112769 »                | Inscrit                | 1991             | Image manquante Téléverser                          |
| Moulin à vent                                              | Montceau-et-Écharnant                                                                            |                                                               | 47° 03′ 28″ nord, 4° 39′ 38″ est | « PA00112550 »                | Inscrit                | 1946             | Image manquante Téléverser                          |
| Château de Monthelie                                       | Monthelie                                                                                        | 14 Grande Rue                                                 | 46° 59′ 29″ nord, 4° 45′ 59″ est | « PA00112551 »                | Inscrit                | 1988             | Château de Monthelie                                |
| Église Saint-Germain-d'Auxerre                             | Monthelie                                                                                        | Rue Blondeau                                                  | 46° 59′ 34″ nord, 4° 46′ 00″ est | « PA00112552 »                | Classé                 | 1991             | Église Saint-Germain-d'Auxerre                      |
| Église Saint-Martin                                        | Montigny-sur-Armançon                                                                            | rue Lavoignat                                                 | 47° 25′ 55″ nord, 4° 22′ 27″ est | « PA21000108 »                | Inscrit                | 2021             | Église Saint-Martin                                 |
| Calvaire                                                   | Montigny-sur-Armançon                                                                            |                                                               | 47° 25′ 57″ nord, 4° 22′ 19″ est | « PA00112555 »                | Classé                 | 1922             | Image manquante Téléverser                          |
| Croix                                                      | Montigny-sur-Armançon                                                                            | Route de Villeneuve Rue de Braux                              | 47° 25′ 57″ nord, 4° 22′ 36″ est | « PA00112556 »                | Classé                 | 1941             | Croix                                               |
| Château de Montigny-sur-Aube                               | Montigny-sur-Aube                                                                                |                                                               | 47° 57′ 10″ nord, 4° 46′ 41″ est | « PA00112557 »                | Inscrit Classé Inscrit | 1961 1961 2011   | Château de Montigny-sur-Aube                        |
| Ponts de l'Abattoir                                        | Montigny-sur-Aube                                                                                | Rue des Ponts                                                 | 47° 57′ 18″ nord, 4° 46′ 59″ est | « PA00112558 »                | Classé                 | 1962             | Ponts de l'Abattoir                                 |
| Château de Montfort                                        | Montigny-Montfort                                                                                |                                                               | 47° 35′ 33″ nord, 4° 19′ 30″ est | « PA00112553 »                | Inscrit                | 1925             | Château de Montfort                                 |
| Église de Villeneuve-sur-Vingeanne                         | Montigny-Mornay-Villeneuve-sur-Vingeanne                                                         | Rue de l'Église                                               | 47° 33′ 51″ nord, 5° 25′ 25″ est | « PA00112726 »                | Inscrit                | 1970             | Image manquante Téléverser                          |
| Église Saint-Barthélemy                                    | Montigny-Saint-Barthélemy                                                                        |                                                               | 47° 25′ 27″ nord, 4° 16′ 14″ est | « PA00112782 »                | Inscrit                | 1992             | Église Saint-Barthélemy                             |
| Menhir du cimetière                                        | Montigny-Saint-Barthélemy                                                                        |                                                               | 47° 25′ 27″ nord, 4° 16′ 14″ est | « PA00112554 »                | Classé                 | 1910             | Menhir du cimetière                                 |
| Château de Montmoyen                                       | Montmoyen                                                                                        | Rue de la Roche                                               | 47° 44′ 01″ nord, 4° 47′ 40″ est | « PA00112753 »                | Inscrit                | 1990             | Château de Montmoyen                                |
| Château de Mont-Saint-Jean                                 | Mont-Saint-Jean                                                                                  |                                                               | 47° 17′ 26″ nord, 4° 23′ 59″ est | « PA00112559 »                | Classé Inscrit         | 1930 1936        | Château de Mont-Saint-Jean                          |
| Croix                                                      | Mont-Saint-Jean                                                                                  |                                                               | 47° 17′ 25″ nord, 4° 24′ 02″ est | « PA00112560 »                | Inscrit                | 1936             | Croix                                               |
| Église Saint-Jean-Baptiste                                 | Mont-Saint-Jean                                                                                  |                                                               | 47° 17′ 24″ nord, 4° 23′ 58″ est | « PA00112561 »                | Inscrit                | 1927             | Église Saint-Jean-Baptiste                          |
| Hôpital                                                    | Mont-Saint-Jean                                                                                  | Rue des Bergeries                                             | 47° 17′ 38″ nord, 4° 24′ 12″ est | « PA00112562 »                | Classé                 | 1976             | Hôpital                                             |
| Prieuré de Glanot                                          | Mont-Saint-Jean                                                                                  | Rue de Glanot                                                 | 47° 17′ 45″ nord, 4° 24′ 30″ est | « PA00112563 »                | Classé Inscrit         | 1987             | Image manquante Téléverser                          |
| Église Saint-Martin                                        | La Motte-Ternant                                                                                 | Rue de Montlaville                                            | 47° 19′ 26″ nord, 4° 19′ 56″ est | « PA00112564 »                | Inscrit                | 1927             | Image manquante Téléverser                          |
| Abbaye Saint-Jean-de-Réome                                 | Moutiers-Saint-Jean                                                                              | Place de l'Abbaye                                             | 47° 33′ 37″ nord, 4° 13′ 21″ est | « PA00112565 »                | Inscrit                | 1925 1995        | Image manquante Téléverser                          |
| Hôpital Saint-Sauveur                                      | Moutiers-Saint-Jean                                                                              | Place de l'Hôpital                                            | 47° 33′ 36″ nord, 4° 13′ 16″ est | « PA00135223 »                | Inscrit                | 1995             | Image manquante Téléverser                          |
| Hôtel Coeurderoy                                           | Moutiers-Saint-Jean                                                                              | Rue de la Poste                                               | 47° 33′ 40″ nord, 4° 13′ 17″ est | « PA00112566 »                | Classé Inscrit         | 1937 1996        | Image manquante Téléverser                          |
| Château de Nan-sous-Thil                                   | Nan-sous-Thil                                                                                    |                                                               | 47° 13′ 19″ nord, 4° 12′ 56″ est | « PA00112567 »                | Inscrit                | 1987             | Image manquante Téléverser                          |
| Église Saint-Bénigne                                       | Nantoux                                                                                          | Rue du Pichot                                                 | 47° 02′ 02″ nord, 4° 45′ 35″ est | « PA00112770 »                | Inscrit                | 1991             | Église Saint-Bénigne                                |
| Église Saint-Pierre-Saint-Paul                             | Nicey                                                                                            |                                                               | 47° 51′ 45″ nord, 4° 18′ 58″ est | « PA00112568 »                | Classé                 | 1914             | Église Saint-Pierre-Saint-Paul                      |
| Ensemble industriel                                        | Noiron-sur-Bèze                                                                                  | Route de Mirebeau                                             | 47° 26′ 12″ nord, 5° 18′ 13″ est | « PA21000020 »                | Inscrit                | 2000             | Ensemble industriel                                 |
| Bornes de la forêt de Châtillon                            | Nod-sur-Seine (également sur Buncey, Maisey-le-Duc, Saint-Germain-le-Rocheux et Villiers-le-Duc) | Parcelles J72, J134 et J135                                   | à géolocaliser                   | « PA21000063 »                | Inscrit                | 27 novembre 2012 | Image manquante Téléverser                          |
| Pont des Arvaux                                            | Noiron-sous-Gevrey                                                                               |                                                               | 47° 11′ 56″ nord, 5° 05′ 05″ est | « PA00112569 »                | Classé                 | 1991             | Pont des Arvaux                                     |
| Église Saint-Pierre                                        | Noiron-sur-Seine                                                                                 | Rue des Crots                                                 | 47° 56′ 51″ nord, 4° 29′ 03″ est | « PA00112570 »                | Classé MH Inscrit MH   | 1965 2024        | Église Saint-Pierre                                 |
| Chapelle Saint-Pierre                                      | Nolay                                                                                            | Rue Saint-Pierre Rue de la Chapelle                           | 46° 57′ 13″ nord, 4° 38′ 10″ est | « PA00112764 »                | Inscrit                | 1991             | Image manquante Téléverser                          |
| Dolmen de Champin                                          | Nolay                                                                                            |                                                               | 46° 57′ 15″ nord, 4° 39′ 17″ est | « PA00112571 »                | Classé                 | 1911             | Image manquante Téléverser                          |
| Halle aux grains                                           | Nolay                                                                                            |                                                               | 46° 57′ 07″ nord, 4° 38′ 00″ est | « PA00112572 »                | Classé                 | 1907             | Halle aux grains                                    |
| Monument à Lazare Carnot                                   | Nolay                                                                                            | place Carnot                                                  | 46° 57′ 05″ nord, 4° 38′ 04″ est | « PA21000111 »                | Inscrit                | 2023             | Monument à Lazare Carnot                            |
| Fort Brûlé                                                 | Norges-la-Ville également sur Asnières-lès-Dijon                                                 |                                                               | 47° 23′ 41″ nord, 5° 03′ 05″ est | « PA21000040 »                | Inscrit                | 2006             | Fort Brûlé                                          |
| Beffroi                                                    | Nuits-Saint-Georges                                                                              | 1 Grande-Rue                                                  | 47° 08′ 11″ nord, 4° 56′ 56″ est | « PA00112573 »                | Inscrit                | 1947             | Beffroi                                             |
| Château d'Entre-Deux-Monts                                 | Nuits-Saint-Georges                                                                              |                                                               | 47° 10′ 51″ nord, 4° 55′ 11″ est | « PA00112574 »                | Inscrit                | 2008             | Château d'Entre-Deux-Monts                          |
| Église Saint-Symphorien                                    | Nuits-Saint-Georges                                                                              |                                                               | 47° 08′ 29″ nord, 4° 56′ 39″ est | « PA00112575 »                | Classé                 | 1913             | Église Saint-Symphorien                             |
| Hôpital (ancien hôtel-Dieu)                                | Nuits-Saint-Georges                                                                              | 6 rue Henri-Challand                                          | 47° 08′ 05″ nord, 4° 56′ 55″ est | « PA21000079 »                | Inscrit Classé         | 2015 2017        | Hôpital (ancien hôtel-Dieu)                         |
| Hôtel particulier                                          | Nuits-Saint-Georges                                                                              | 5 rue Julie Godemet                                           | 47° 08′ 17″ nord, 4° 56′ 58″ est | « PA00112576 »                | Inscrit                | 1983             | Hôtel particulier                                   |
| Vestiges gallo-romains                                     | Nuits-Saint-Georges                                                                              | En Bollards                                                   | 47° 07′ 26″ nord, 4° 57′ 33″ est | « PA00112577 »                | Classé                 | 1970             | Image manquante Téléverser                          |
| Abbaye Notre-Dame                                          | Oigny                                                                                            |                                                               | 47° 34′ 11″ nord, 4° 42′ 24″ est | « PA00112578 »                | Inscrit                | 1990             | Abbaye Notre-Dame                                   |
| Église Saint-Léger                                         | Oisilly                                                                                          |                                                               | 47° 25′ 23″ nord, 5° 21′ 46″ est | « PA00112579 »                | Inscrit                | 1986             | Église Saint-Léger                                  |
| Croix                                                      | Orgeux                                                                                           |                                                               | 47° 21′ 42″ nord, 5° 09′ 11″ est | « PA00112580 »                | Inscrit                | 1929             | Image manquante Téléverser                          |
| Monument à Guynemer                                        | Ouges                                                                                            | Base aérienne 102 Dijon-Longvic                               | 47° 16′ 27″ nord, 5° 04′ 37″ est | « PA21000091 »                | Inscrit                | 2017             | Image manquante Téléverser                          |
| Chapelle du Château des seigneurs de Pagny                 | Pagny-le-Château                                                                                 | Rue de la Chapelle                                            | 47° 03′ 11″ nord, 5° 11′ 26″ est | « PA00112582 »                | Classé                 | 1919             | Chapelle du Château des seigneurs de Pagny          |
| Croix de cimetière                                         | Pagny-la-Ville                                                                                   | Cimetière                                                     | 47° 03′ 45″ nord, 5° 10′ 34″ est | « PA00112581 »                | Classé                 | 1891             | Croix de cimetière                                  |
| Maison de Jacques Copeau                                   | Pernand-Vergelesses                                                                              | Rue Jacques Copeau                                            | 47° 04′ 44″ nord, 4° 51′ 05″ est | « PA00112583 »                | Inscrit                | 1985             | Maison de Jacques Copeau                            |
| Église Saint-Laurent-et-Saint-Marc                         | Pichanges                                                                                        | Rue de l'Église                                               | 47° 27′ 42″ nord, 5° 08′ 51″ est | « PA00112584 »                | Classé                 | 1909             | Église Saint-Laurent-et-Saint-Marc                  |
| Église Saint-Baudèle                                       | Plombières-lès-Dijon                                                                             | Rue de l'Église                                               | 47° 20′ 25″ nord, 4° 58′ 18″ est | « PA00112585 »                | Classé                 | 1914             | Église Saint-Baudèle                                |
| Église Saint-Germain-d'Auxerre                             | Poinçon-lès-Larrey                                                                               |                                                               | 47° 52′ 59″ nord, 4° 26′ 34″ est | « PA00112586 »                | Inscrit                | 1925             | Église Saint-Germain-d'Auxerre                      |
| Croix de Laperrière                                        | Poiseul-la-Ville-et-Laperrière                                                                   | Route de Dijon Rue du Bouchot                                 | 47° 34′ 35″ nord, 4° 40′ 51″ est | « PA00112587 »                | Inscrit                | 1928             | Image manquante Téléverser                          |
| Église Saint-Victor                                        | Poiseul-la-Ville-et-Laperrière                                                                   | Rue de la Grouvotte                                           | 47° 33′ 49″ nord, 4° 40′ 12″ est | « PA00112588 »                | Inscrit                | 1947             | Église Saint-Victor                                 |
| Maison                                                     | Poiseul-la-Ville-et-Laperrière                                                                   | 8 route de Dijon                                              | 47° 34′ 34″ nord, 4° 40′ 51″ est | « PA00112589 »                | Inscrit                | 1928             | Image manquante Téléverser                          |
| Église Saint-Pierre                                        | Pommard                                                                                          |                                                               | 47° 00′ 32″ nord, 4° 47′ 41″ est | « PA00112590 »                | Inscrit                | 1976             | Église Saint-Pierre                                 |
| Église Saint-Barthélemy                                    | Poncey-sur-l'Ignon                                                                               |                                                               | 47° 29′ 44″ nord, 4° 45′ 39″ est | « PA00112591 »                | Classé                 | 2001             | Église Saint-Barthélemy                             |
| Sources de la Seine                                        | Poncey-sur-l'Ignon aussi sur Source-Seine                                                        | Duy                                                           | 47° 29′ 18″ nord, 4° 42′ 59″ est | « PA00112592 »                | Classé Classé          | 1945 2020        | Sources de la Seine                                 |
| Église Saint-Maurice                                       | Pontailler-sur-Saône                                                                             | 1 Place de l'Église                                           | 47° 18′ 18″ nord, 5° 24′ 54″ est | « PA00112762 »                | Inscrit                | 1991             | Église Saint-Maurice                                |
| Château de Posanges                                        | Posanges                                                                                         | Rue Nationale                                                 | 47° 25′ 06″ nord, 4° 31′ 34″ est | « PA00112593 »                | Classé                 | 1913             | Château de Posanges                                 |
| Pigeonnier de Posanges                                     | Posanges                                                                                         | Rue Nationale                                                 | 47° 25′ 07″ nord, 4° 31′ 37″ est | « PA00112594 »                | Inscrit                | 1965             | Pigeonnier de Posanges                              |
| Manoir de Pouillenay                                       | Pouillenay                                                                                       | Château de Villiers                                           | 47° 30′ 11″ nord, 4° 28′ 59″ est | « PA00112595 »                | Inscrit                | 1925             | Image manquante Téléverser                          |
| Croix                                                      | Pouilly-en-Auxois                                                                                | Rue Notre-Dame                                                | 47° 15′ 20″ nord, 4° 33′ 23″ est | « PA00112596 »                | Classé                 | 1897             | Croix                                               |
| Chapelle Notre-Dame-Trouvée                                | Pouilly-en-Auxois                                                                                | Rue Notre-Dame                                                | 47° 15′ 20″ nord, 4° 33′ 21″ est | « PA00112597 »                | Classé                 | 1897             | Chapelle Notre-Dame-Trouvée                         |
| Monument aux morts                                         | Pouilly-en-Auxois                                                                                | Place de la Libération                                        | 47° 15′ 45″ nord, 4° 33′ 21″ est | « PA21000087 »                | Inscrit                | 2016             | Image manquante Téléverser                          |
| Borne de Prâlon                                            | Prâlon                                                                                           | Au Bordeau                                                    | 47° 18′ 50″ nord, 4° 46′ 35″ est | « PA00112598 »                | Classé                 | 1919             | Image manquante Téléverser                          |
| Église Saint-Martin                                        | Premeaux-Prissey                                                                                 | Prissey                                                       | 47° 06′ 20″ nord, 4° 56′ 19″ est | « PA00112599 »                | Inscrit                | 1979             | Église Saint-Martin                                 |
| Église Saint-Laurent                                       | Prusly-sur-Ource                                                                                 | Rue de l'Église                                               | 47° 52′ 16″ nord, 4° 39′ 46″ est | « PA00112600 »                | Inscrit                | 1927             | Image manquante Téléverser                          |
| Château de Puits                                           | Puits                                                                                            | Rue du Porche                                                 | 47° 44′ 00″ nord, 4° 27′ 36″ est | « PA00112601 »                | Inscrit                | 1941 1971        | Château de Puits                                    |
| Chapelle de Blagny                                         | Puligny-Montrachet                                                                               | Blagny                                                        | 46° 57′ 33″ nord, 4° 44′ 27″ est | « PA00112602 »                | Inscrit                | 1984             | Image manquante Téléverser                          |
| Château de Quemigny-sur-Seine                              | Quemigny-sur-Seine                                                                               | Rue Basse                                                     | 47° 39′ 45″ nord, 4° 40′ 09″ est | « PA00112603 »                | Inscrit                | 1975             | Château de Quemigny-sur-Seine                       |
| Château de Quincerot                                       | Quincerot                                                                                        |                                                               | 47° 36′ 37″ nord, 4° 15′ 57″ est | « PA00112604 »                | Inscrit                | 1976             | Château de Quincerot                                |
| Château de Quincey                                         | Quincey                                                                                          | Rue du Moutier                                                | 47° 06′ 41″ nord, 4° 58′ 33″ est | « PA00112605 »                | Inscrit                | 1970             | Château de Quincey                                  |
| Église Saint-Saturnin                                      | Reulle-Vergy                                                                                     | Rue de Vergy                                                  | 47° 10′ 49″ nord, 4° 53′ 25″ est | « PA00112606 »                | Inscrit                | 1947             | Église Saint-Saturnin                               |
| Grange de Beaumont                                         | Riel-les-Eaux                                                                                    | Beaumont                                                      | 48° 01′ 24″ nord, 4° 41′ 57″ est | « PA00112774 »                | Inscrit                | 1991             | Grange de Beaumont                                  |
| Château de La Roche-en-Brenil                              | La Roche-en-Brenil                                                                               |                                                               | 47° 23′ 06″ nord, 4° 10′ 54″ est | « PA00112777 »                | Inscrit                | 1992             | Château de La Roche-en-Brenil                       |
| Rochers naturels                                           | La Roche-en-Brenil                                                                               | Les Grands-Bois                                               | 47° 20′ 53″ nord, 4° 10′ 36″ est | « PA00112607 »                | Classé                 | 1889             | Image manquante Téléverser                          |
| Château de Rochefort-sur-Brévon                            | Rochefort-sur-Brévon                                                                             |                                                               | 47° 44′ 39″ nord, 4° 41′ 57″ est | « PA00112608 »                | Inscrit                | 1982             | Château de Rochefort-sur-Brévon                     |
| Église de la Nativité                                      | Rochefort-sur-Brévon                                                                             | Rue de l'Église                                               | 47° 44′ 33″ nord, 4° 42′ 13″ est | « PA21000022 »                | Inscrit                | 2001             | Église de la Nativité                               |
| Forges d'amont et d'aval                                   | Rochefort-sur-Brévon                                                                             | Rue des Forges                                                | 47° 44′ 32″ nord, 4° 41′ 55″ est | « PA00132542 »                | Inscrit                | 1994             | Image manquante Téléverser                          |
| Allée couverte de la Chaume                                | La Rochepot                                                                                      |                                                               | 46° 56′ 29″ nord, 4° 40′ 30″ est | « PA00112609 »                | Classé                 | 1910             | Image manquante Téléverser                          |
| Château de La Rochepot                                     | La Rochepot                                                                                      |                                                               | 46° 57′ 33″ nord, 4° 40′ 53″ est | « PA21000074 »                | Inscrit Classé         | 2013 2014        | Château de La Rochepot                              |
| Croix de cimetière                                         | La Rochepot                                                                                      |                                                               | 46° 57′ 29″ nord, 4° 40′ 41″ est | « PA00112610 »                | Inscrit                | 1927             | Image manquante Téléverser                          |
| Église Saint-Georges                                       | La Rochepot                                                                                      |                                                               | 46° 57′ 30″ nord, 4° 40′ 40″ est | « PA00112612 »                | Classé                 | 1909             | Église Saint-Georges                                |
| Pierre-qui-vire                                            | La Rochepot                                                                                      |                                                               | 46° 57′ 01″ nord, 4° 40′ 40″ est | « PA00112631 »                | Classé                 | 1910             | Pierre-qui-vire                                     |
| Château de Rougemont                                       | Rougemont                                                                                        | Sous les Tours                                                | 47° 39′ 40″ nord, 4° 15′ 06″ est | « PA21000005 »                | Inscrit                | 1996             | Image manquante Téléverser                          |
| Église de la Nativité                                      | Rougemont                                                                                        | Rue Saint-Christophe                                          | 47° 40′ 04″ nord, 4° 14′ 43″ est | « PA00112613 »                | Classé                 | 1912             | Image manquante Téléverser                          |
| Café du Soleil                                             | Rouvray                                                                                          | 55 rue du Général Leclerc                                     | 47° 25′ 28″ nord, 4° 06′ 22″ est | « PA00112614 »                | Inscrit                | 1986             | Image manquante Téléverser                          |
| Collégiale Saint-Jean-Baptiste de Rouvres-en-Plaine        | Rouvres-en-Plaine                                                                                | Rue de l'Église                                               | 47° 14′ 17″ nord, 5° 08′ 26″ est | « PA00112615 »                | Classé                 | 1862             | Collégiale Saint-Jean-Baptiste de Rouvres-en-Plaine |
| Église Saint-Léger                                         | Ruffey-lès-Beaune                                                                                | Rue du Chemin Neuf                                            | 47° 01′ 06″ nord, 4° 54′ 41″ est | « PA00135224 »                | Inscrit                | 1995             | Église Saint-Léger                                  |
| Église Saint-Pierre                                        | Sacquenay                                                                                        | Rue de l'Église                                               | 47° 35′ 37″ nord, 5° 19′ 25″ est | « PA00112616 »                | Classé                 | 1910             | Église Saint-Pierre                                 |
| Fontaine du Buet                                           | Sacquenay                                                                                        |                                                               | 47° 35′ 52″ nord, 5° 19′ 49″ est | « PA00112617 »                | Inscrit                | 1926             | Image manquante Téléverser                          |
| Fontaine Cour                                              | Sacquenay                                                                                        |                                                               | 47° 35′ 33″ nord, 5° 19′ 10″ est | « PA00112618 »                | Inscrit                | 1926             | Image manquante Téléverser                          |
| Fontaine de Pidance                                        | Sacquenay                                                                                        | Rue Pidance                                                   | 47° 35′ 25″ nord, 5° 18′ 48″ est | « PA00112619 »                | Inscrit                | 1926             | Image manquante Téléverser                          |
| Château de Saint-Apollinaire                               | Saint-Apollinaire                                                                                | 650 rue de Moirey                                             | 47° 20′ 03″ nord, 5° 05′ 03″ est | « PA00112620 »                | Inscrit                | 1927             | Château de Saint-Apollinaire                        |
| Église Saint-Apollinaire                                   | Saint-Apollinaire                                                                                | Place de l'Église                                             | 47° 20′ 02″ nord, 5° 04′ 54″ est | « PA00112621 »                | Inscrit                | 1946             | Église Saint-Apollinaire                            |
| Redoute                                                    | Saint-Apollinaire                                                                                |                                                               | 47° 20′ 12″ nord, 5° 04′ 27″ est | « PA21000041 »                | Inscrit                | 2006             | Redoute                                             |
| Château de Gamay                                           | Saint-Aubin                                                                                      | Rue du Château                                                | 46° 57′ 26″ nord, 4° 43′ 17″ est | « PA00112772 »                | Inscrit                | 1991             | Château de Gamay                                    |
| Église Saint-Aubin                                         | Saint-Aubin                                                                                      | Rue de l'Église                                               | 46° 57′ 02″ nord, 4° 42′ 33″ est | « PA00112622 »                | Classé                 | 1980             | Église Saint-Aubin                                  |
| Château de Sainte-Colombe                                  | Sainte-Colombe-en-Auxois                                                                         | Rue de l'Arcade                                               | 47° 25′ 39″ nord, 4° 27′ 26″ est | « PA00112768 »                | Inscrit                | 1991             | Château de Sainte-Colombe                           |
| Croix                                                      | Sainte-Colombe-en-Auxois                                                                         | Cimetière Rue Avau                                            | 47° 25′ 38″ nord, 4° 27′ 30″ est | « PA00112623 »                | Classé                 | 1938             | Croix                                               |
| Croix                                                      | Sainte-Colombe-en-Auxois                                                                         |                                                               | 47° 25′ 37″ nord, 4° 27′ 28″ est | « PA00112624 »                | Classé                 | 1938             | Croix                                               |
| Église de Assomption                                       | Sainte-Marie-la-Blanche                                                                          | Rue de l'Église                                               | 46° 58′ 49″ nord, 4° 53′ 16″ est | « PA00112611 »                | Inscrit                | 1988             | Église de Assomption                                |
| Croix                                                      | Sainte-Sabine                                                                                    | Cimetière Rue Saint-Martin                                    | 47° 11′ 31″ nord, 4° 37′ 29″ est | « PA00112638 »                | Classé                 | 1911             | Image manquante Téléverser                          |
| Église Sainte-Sabine                                       | Sainte-Sabine                                                                                    | Rue Haute                                                     | 47° 11′ 32″ nord, 4° 37′ 28″ est | « PA00112639 »                | Classé                 | 1910             | Église Sainte-Sabine                                |
| Église Saint-Clément                                       | Saint-Euphrône                                                                                   | Route de Marigny                                              | 47° 28′ 37″ nord, 4° 22′ 51″ est | « PA21000024 »                | Inscrit                | 2001             | Église Saint-Clément                                |
| Église                                                     | Saint-Germain-le-Rocheux                                                                         | Rue du Chapitre                                               | 47° 45′ 04″ nord, 4° 40′ 06″ est | « PA00112625 »                | Inscrit                | 1947             | Église                                              |
| Table de pierre                                            | Saint-Germain-le-Rocheux                                                                         | Rue du Chapitre                                               | 47° 45′ 04″ nord, 4° 40′ 06″ est | « PA00112626 »                | Inscrit                | 1944             | Image manquante Téléverser                          |
| Bornes de la forêt de Châtillon                            | Saint-Germain-le-Rocheux (également sur Buncey, Maisey-le-Duc, Nod-sur-Seine et Villiers-le-Duc) | B68                                                           | à géolocaliser                   | « PA21000063 »                | Inscrit                | 27 novembre 2012 | Image manquante Téléverser                          |
| Église Saint-Germain-de-Paris                              | Saint-Germain-lès-Senailly                                                                       | Rue de l'Église                                               | 47° 35′ 51″ nord, 4° 16′ 27″ est | « PA00112627 »                | Inscrit                | 1925             | Église Saint-Germain-de-Paris                       |
| Croix                                                      | Saint-Hélier                                                                                     | Cimetière Rue du Centre                                       | 47° 23′ 05″ nord, 4° 40′ 57″ est | « PA00112628 »                | Inscrit                | 1925             | Croix                                               |
| Église Saint-Barthélemy                                    | Saint-Hélier                                                                                     | Rue de l'Église                                               | 47° 23′ 05″ nord, 4° 40′ 57″ est | « PA00112629 »                | Inscrit                | 1925             | Église Saint-Barthélemy                             |
| Église Saint-Jean-Baptiste                                 | Saint-Jean-de-Losne                                                                              | Rue de la Liberté                                             | 47° 06′ 06″ nord, 5° 15′ 46″ est | « PA00112630 »                | Classé                 | 1921             | Église Saint-Jean-Baptiste                          |
| Hôtel Hernoux                                              | Saint-Jean-de-Losne                                                                              | 4 rue de la Liberté                                           | 47° 06′ 08″ nord, 5° 15′ 46″ est | « PA21000006 »                | Inscrit                | 1996             | Hôtel Hernoux                                       |
| Hôtel de ville                                             | Saint-Jean-de-Losne                                                                              | 2 rue de la Liberté                                           | 47° 06′ 08″ nord, 5° 15′ 46″ est | « PA21000050 »                | Inscrit Classé         | 2008 2009        | Hôtel de ville                                      |
| Monument de la Délibération de 1636                        | Saint-Jean-de-Losne                                                                              | place Délibération                                            | 47° 06′ 05″ nord, 5° 15′ 47″ est | « PA21000080 »                | Inscrit                | 2015             | Monument de la Délibération de 1636                 |
| Château de Conforgien                                      | Saint-Martin-de-la-Mer                                                                           | Conforgien                                                    | 47° 13′ 53″ nord, 4° 12′ 40″ est | « PA00135225 »                | Inscrit                | 1995             | Image manquante Téléverser                          |
| Commanderie de La Romagne                                  | Saint-Maurice-sur-Vingeanne                                                                      | La Romagne                                                    | 47° 35′ 31″ nord, 5° 23′ 37″ est | « PA00112632 »                | Classé                 | 1962             | Commanderie de La Romagne                           |
| Église Saint-Maurice                                       | Saint-Maurice-sur-Vingeanne                                                                      | Route de Montigny                                             | 47° 34′ 41″ nord, 5° 24′ 33″ est | « PA00112633 »                | Classé                 | 1910             | Église Saint-Maurice                                |
| Abbaye de Cîteaux                                          | Saint-Nicolas-lès-Cîteaux                                                                        |                                                               | 47° 07′ 45″ nord, 5° 05′ 36″ est | « PA00112634 »                | Classé                 | 1978             | Abbaye de Cîteaux                                   |
| Église Saint-Philibert-et-Saint-Bernard                    | Saint-Philibert                                                                                  | Rue de Gevrey                                                 | 47° 12′ 24″ nord, 5° 00′ 42″ est | « PA00112635 »                | Inscrit                | 1925             | Église Saint-Philibert-et-Saint-Bernard             |
| Église Saint-Pierre                                        | Saint-Pierre-en-Vaux                                                                             |                                                               | 47° 04′ 14″ nord, 4° 31′ 44″ est | « PA00112636 »                | Inscrit                | 1976             | Église Saint-Pierre                                 |
| Château de Saint-Rémy                                      | Saint-Rémy                                                                                       | Rue du Château                                                | 47° 38′ 24″ nord, 4° 18′ 03″ est | « PA00112637 »                | Inscrit                | 1971             | Image manquante Téléverser                          |
| Abbatiale de la Purification-et-Saint-Seine                | Saint-Seine-l'Abbaye                                                                             |                                                               | 47° 26′ 24″ nord, 4° 47′ 23″ est | « PA00112640 »                | Classé                 | 1862             | Abbatiale de la Purification-et-Saint-Seine         |
| Fontaine de la Samaritaine                                 | Saint-Seine-l'Abbaye                                                                             | Place de l'Église                                             | 47° 26′ 24″ nord, 4° 47′ 21″ est | « PA00112641 »                | Classé                 | 1914             | Fontaine de la Samaritaine                          |
| Palais abbatial                                            | Saint-Seine-l'Abbaye                                                                             |                                                               | 47° 26′ 22″ nord, 4° 47′ 22″ est | « PA00112642 »                | Inscrit                | 1928             | Image manquante Téléverser                          |
| Château de Rosières                                        | Saint-Seine-sur-Vingeanne                                                                        |                                                               | 47° 29′ 55″ nord, 5° 24′ 13″ est | « PA00112643 »                | Inscrit Classé         | 1927 1930        | Château de Rosières                                 |
| Église Saint-Seine                                         | Saint-Seine-sur-Vingeanne                                                                        | Rue de la Fontaine                                            | 47° 31′ 24″ nord, 5° 25′ 47″ est | « PA00112644 »                | Classé                 | 1913             | Église Saint-Seine                                  |
| Prieuré                                                    | Saint-Thibault                                                                                   |                                                               | 47° 22′ 21″ nord, 4° 28′ 18″ est | « PA00112645 »                | Classé                 | 1840             | Prieuré                                             |
| Croix de rogations                                         | Salives                                                                                          | Rue d'Amont                                                   | 47° 37′ 00″ nord, 4° 55′ 02″ est | « PA21000051 »                | Inscrit                | 2009             | Croix de rogations                                  |
| Donjon                                                     | Salives                                                                                          | Rue d'Amont                                                   | 47° 37′ 00″ nord, 4° 55′ 00″ est | « PA00112646 »                | Inscrit                | 1932             | Donjon                                              |
| Château de Salmaise                                        | Salmaise                                                                                         | Rue du Château                                                | 47° 27′ 27″ nord, 4° 39′ 45″ est | « PA00112647 »                | Inscrit                | 1928             | Château de Salmaise                                 |
| Église Notre-Dame                                          | Salmaise                                                                                         | Rue Haute                                                     | 47° 27′ 27″ nord, 4° 39′ 40″ est | « PA00112648 »                | Classé Inscrit         | 1983             | Église Notre-Dame                                   |
| Halle                                                      | Salmaise                                                                                         | Rue du Bas                                                    | 47° 27′ 25″ nord, 4° 39′ 38″ est | « PA00112649 »                | Classé                 | 1930             | Halle                                               |
| Croix de cimetière                                         | Santenay                                                                                         | Rue de Saint-Jean                                             | 46° 55′ 14″ nord, 4° 40′ 38″ est | « PA00112650 »                | Classé                 | 1902             | Croix de cimetière                                  |
| Église Saint-Jean                                          | Santenay                                                                                         | Rue de Saint-Jean                                             | 46° 55′ 13″ nord, 4° 40′ 39″ est | « PA00112651 »                | Classé                 | 1928             | Église Saint-Jean                                   |
| Système d’adduction d’eau (Saussy et Vernot)               | Saussy Vernot                                                                                    |                                                               | 47° 28′ 22″ nord, 4° 57′ 25″ est | « PA21000105 »                | Inscrit Classé         | 2021 2024        | Image manquante Téléverser                          |
| Basilique Saint-Andoche                                    | Saulieu                                                                                          |                                                               | 47° 16′ 47″ nord, 4° 13′ 48″ est | « PA00112652 »                | Classé                 | 1840             | Basilique Saint-Andoche                             |
| Église Saint-Saturnin                                      | Saulieu                                                                                          | Rue de Verdun                                                 | 47° 16′ 35″ nord, 4° 13′ 56″ est | « PA00112653 »                | Inscrit                | 1925             | Église Saint-Saturnin                               |
| Fontaine Saint-Andoche                                     | Saulieu                                                                                          | Place de Église                                               | 47° 16′ 46″ nord, 4° 13′ 47″ est | « PA00112654 »                | Inscrit                | 1925             | Fontaine Saint-Andoche                              |
| Hôpital-hospice                                            | Saulieu                                                                                          | 2 rue Courtépée                                               | 47° 16′ 56″ nord, 4° 13′ 46″ est | « PA00112655 »                | Inscrit                | 1984             | Hôpital-hospice                                     |
| Hôtel de la Côte d'Or                                      | Saulieu                                                                                          | 2 rue d'Argentine                                             | 47° 16′ 56″ nord, 4° 13′ 46″ est | « PA21000057 »                | Inscrit                | 2010             | Hôtel de la Côte d'Or                               |
| Hôtel Dareau                                               | Saulieu                                                                                          | 18 rue Danton                                                 | 47° 16′ 39″ nord, 4° 13′ 53″ est | « PA21000089 »                | Inscrit                | 2016             | Image manquante Téléverser                          |
| Monument aux morts                                         | Saulieu                                                                                          | Place Carnot                                                  | 47° 16′ 50″ nord, 4° 13′ 51″ est | « PA21000088 »                | Inscrit                | 2016             | Image manquante Téléverser                          |
| Tour d'Auxois                                              | Saulieu                                                                                          | Rue d'Argentine                                               | 47° 16′ 47″ nord, 4° 13′ 54″ est | « PA00112656 »                | Inscrit                | 1933             | Tour d'Auxois                                       |
| Château de Savigny-lès-Beaune                              | Savigny-lès-Beaune                                                                               |                                                               | 47° 03′ 42″ nord, 4° 49′ 07″ est | « PA00112657 »                | Inscrit                | 1940             | Château de Savigny-lès-Beaune                       |
| Église Saint-Cassien                                       | Savigny-lès-Beaune                                                                               | Place de l'Église                                             | 47° 03′ 46″ nord, 4° 49′ 12″ est | « PA00112658 »                | Inscrit Classé         | 1925 1930        | Église Saint-Cassien                                |
| Manoir de Savigny-lès-Beaune                               | Savigny-lès-Beaune                                                                               | 1 rue Sœur Goby                                               | 47° 03′ 40″ nord, 4° 49′ 19″ est | « PA00112659 »                | Classé MH              | 2024             | Manoir de Savigny-lès-Beaune                        |
| Église Saint-Antoine                                       | Savigny-sous-Mâlain                                                                              | Rue du Presbytère                                             | 47° 19′ 56″ nord, 4° 45′ 45″ est | « PA00112660 »                | Inscrit                | 1950             | Église Saint-Antoine                                |
| Église Saint-Martin                                        | Savoisy                                                                                          | Rue de l'Église                                               | 47° 43′ 51″ nord, 4° 24′ 54″ est | « PA00112661 »                | Inscrit                | 1926             | Église Saint-Martin                                 |
| Croix                                                      | Seigny                                                                                           | Grande-rue                                                    | 47° 34′ 22″ nord, 4° 25′ 58″ est | « PA00112662 »                | Inscrit                | 1925             | Image manquante Téléverser                          |
| Chapelle Sainte-Gertrude                                   | Selongey                                                                                         |                                                               | 47° 35′ 39″ nord, 5° 12′ 15″ est | « PA00112663 »                | Inscrit                | 1970             | Image manquante Téléverser                          |
| Église Sainte-Gertrude                                     | Selongey                                                                                         | Rue de l'Église                                               | 47° 35′ 13″ nord, 5° 11′ 09″ est | « PA00112664 »                | Classé                 | 1908             | Église Sainte-Gertrude                              |
| Villa des Tuillières                                       | Selongey                                                                                         |                                                               | 47° 35′ 22″ nord, 5° 12′ 40″ est | « PA00112754 »                | Inscrit                | 1989             | Image manquante Téléverser                          |
| Croix percée                                               | Semond                                                                                           |                                                               | 47° 42′ 24″ nord, 4° 34′ 17″ est | « PA00112665 »                | Inscrit                | 1925             | Croix percée                                        |
| Château de Montille                                        | Semur-en-Auxois                                                                                  |                                                               | 47° 28′ 23″ nord, 4° 19′ 28″ est | « PA00112667 »                | Inscrit                | 1976             | Image manquante Téléverser                          |
| Château de Semur-en-Auxois                                 | Semur-en-Auxois                                                                                  | Rue du Rempart                                                | 47° 29′ 26″ nord, 4° 19′ 46″ est | « PA00112666 »                | Classé                 | 1862             | Château de Semur-en-Auxois                          |
| Collégiale Notre-Dame de Semur-en-Auxois                   | Semur-en-Auxois                                                                                  |                                                               | 47° 29′ 26″ nord, 4° 19′ 59″ est | « PA00112669 »                | Classé                 | 1840             | Collégiale Notre-Dame de Semur-en-Auxois            |
| Couvent des Minimes                                        | Semur-en-Auxois                                                                                  | 2, 4 quai Baudon                                              | 47° 29′ 28″ nord, 4° 19′ 31″ est | « PA00112773 »                | Inscrit                | 1991             | Couvent des Minimes                                 |
| Demeure des Gouverneurs                                    | Semur-en-Auxois                                                                                  | 2 rue du Renaudot                                             | 47° 29′ 29″ nord, 4° 20′ 00″ est | « PA00112668 »                | Classé                 | 1923             | Demeure des Gouverneurs                             |
| Enceinte                                                   | Semur-en-Auxois                                                                                  | Rue Buffon                                                    | à géolocaliser                   | « PA00112670 »                | Classé                 | 1923             | Enceinte                                            |
| Hôpital                                                    | Semur-en-Auxois                                                                                  | 7 rue de Hôpital                                              | 47° 29′ 21″ nord, 4° 19′ 37″ est | « PA00112671 »                | Inscrit                | 1927 2010        | Hôpital                                             |
| Hôtel de Chassey                                           | Semur-en-Auxois                                                                                  | Rue de Hôpital                                                | 47° 29′ 22″ nord, 4° 19′ 40″ est | « PA00112672 »                | Classé                 | 1962             | Hôtel de Chassey                                    |
| Hôtel particulier                                          | Semur-en-Auxois                                                                                  | 5 rue Févret                                                  | 47° 29′ 26″ nord, 4° 19′ 52″ est | « PA00112673 »                | Inscrit                | 1971             | Hôtel particulier                                   |
| Maisons                                                    | Semur-en-Auxois                                                                                  | Rue du Pavé                                                   | 47° 29′ 30″ nord, 4° 19′ 32″ est | « PA00112675 »                | Inscrit                | 1973             | Maisons                                             |
| Maison                                                     | Semur-en-Auxois                                                                                  | Rue du Pavé Rue Saint-Lazare                                  | 47° 29′ 30″ nord, 4° 19′ 32″ est | « PA00112674 »                | Inscrit                | 1973             | Image manquante Téléverser                          |
| Porte Guillier                                             | Semur-en-Auxois                                                                                  | Rue du Renaudot                                               | 47° 29′ 28″ nord, 4° 19′ 59″ est | « PA00112676 »                | Classé                 | 1923             | Porte Guillier                                      |
| Tour de Semur-en-Auxois                                    | Semur-en-Auxois                                                                                  | Rue de Abreuvoir                                              | 47° 29′ 22″ nord, 4° 19′ 58″ est | « PA00112677 »                | Inscrit                | 1950             | Tour de Semur-en-Auxois                             |
| Fort Junot                                                 | Sennecey-lès-Dijon                                                                               |                                                               | 47° 17′ 11″ nord, 5° 06′ 05″ est | « PA21000047 »                | Inscrit                | 2007             | Image manquante Téléverser                          |
| Couvent des Ursulines                                      | Seurre                                                                                           | 33 rue des Écoles Rue Sainte-Claire                           | 47° 00′ 01″ nord, 5° 08′ 45″ est | « PA00112783 »                | Inscrit                | 1992             | Couvent des Ursulines                               |
| Église Saint-Martin                                        | Seurre                                                                                           | Place de l'Église                                             | 46° 59′ 52″ nord, 5° 08′ 44″ est | « PA00112678 »                | Inscrit                | 1927             | Église Saint-Martin                                 |
| Hospices de Seurre                                         | Seurre                                                                                           | 14 grande rue du Faubourg Saint-Georges 6 place Chateaubriand | 46° 59′ 45″ nord, 5° 08′ 47″ est | « PA00112679 »                | Inscrit                | 1976             | Hospices de Seurre                                  |
| Maison de bois                                             | Seurre                                                                                           | 9 rue Bossuet Rue des Écoles                                  | 46° 59′ 56″ nord, 5° 08′ 46″ est | « PA00112787 »                | Inscrit                | 1992             | Maison de bois                                      |
| Maison Bossuet                                             | Seurre                                                                                           | 11-13 rue Bossuet Rue des Écoles Rue des Tourneurs            | 46° 59′ 56″ nord, 5° 08′ 45″ est | « PA00112680 »                | Inscrit                | 1972             | Maison Bossuet                                      |
| Gare de Sincey-lès-Rouvray                                 | Sincey-lès-Rouvray                                                                               |                                                               | 47° 26′ 00″ nord, 4° 07′ 22″ est | « PA00112681 »                | Inscrit                | 1984             | Gare de Sincey-lès-Rouvray                          |
| Sources de la Seine                                        | Source-Seine aussi sur Poncey-sur-l'Ignon                                                        | Duy                                                           | 47° 29′ 18″ nord, 4° 42′ 59″ est | « PA00112592 »                | Classé Inscrit         | 1945 2016        | Sources de la Seine                                 |
| Chapelle Saint-Jean                                        | Soussey-sur-Brionne                                                                              |                                                               | 47° 19′ 09″ nord, 4° 32′ 12″ est | « PA00112682 »                | Inscrit                | 1925             | Chapelle Saint-Jean                                 |
| Château de Soussey-sur-Brionne                             | Soussey-sur-Brionne                                                                              | Rue du Château                                                | 47° 19′ 26″ nord, 4° 32′ 14″ est | « PA00112683 »                | Classé                 | 1984             | Château de Soussey-sur-Brionne                      |
| Menhir de la Pierre-Pointe                                 | Sussey                                                                                           |                                                               | 47° 13′ 50″ nord, 4° 20′ 04″ est | « PA00112684 »                | Classé                 | 1910             | Image manquante Téléverser                          |
| Borne de Talant                                            | Talant                                                                                           | Chemin des Cloniers R.N. 71                                   | 47° 20′ 02″ nord, 5° 00′ 57″ est | « PA00112685 »                | Classé                 | 1930             | Image manquante Téléverser                          |
| Château des ducs de Bourgogne                              | Talant                                                                                           |                                                               | 47° 51′ 32″ nord, 4° 34′ 39″ est | « PA00112686 »                | Inscrit                | 1975             | Château des ducs de Bourgogne                       |
| Église Notre-Dame                                          | Talant                                                                                           | Rue Longe l'Église                                            | 47° 20′ 07″ nord, 5° 00′ 12″ est | « PA00112687 »                | Classé                 | 1908             | Église Notre-Dame                                   |
| Château de Talmay                                          | Talmay                                                                                           |                                                               | 47° 21′ 23″ nord, 5° 26′ 06″ est | « PA00112688 »                | Classé                 | 1993             | Château de Talmay                                   |
| Château de Taniot                                          | Tanay                                                                                            | Taniot                                                        | 47° 24′ 09″ nord, 5° 16′ 15″ est | « PA00112689 »                | Inscrit                | 1988             | Château de Taniot                                   |
| Château de Ternant                                         | Ternant                                                                                          |                                                               | 47° 12′ 02″ nord, 4° 51′ 17″ est | « PA00112690 »                | Inscrit                | 1987             | Image manquante Téléverser                          |
| Croix de Châtellenot                                       | Terrefondrée                                                                                     | RD 996                                                        | 47° 43′ 07″ nord, 4° 48′ 52″ est | « PA00112691 »                | Classé                 | 1924             | Croix de Châtellenot                                |
| Église Notre-Dame                                          | Terrefondrée                                                                                     |                                                               | 47° 43′ 51″ nord, 4° 51′ 50″ est | « PA00112692 »                | Classé                 | 1926             | Église Notre-Dame                                   |
| Vieux château de Thenissey                                 | Thenissey                                                                                        | Rue du Moulin                                                 | 47° 29′ 36″ nord, 4° 37′ 27″ est | « PA00112694 »                | Inscrit                | 1929             | Vieux château de Thenissey                          |
| Château de Thenissey                                       | Thenissey                                                                                        | Rue du Château                                                | 47° 29′ 32″ nord, 4° 37′ 26″ est | « PA00112693 »                | Inscrit                | 1944             | Château de Thenissey                                |
| Église Saint-Léger                                         | Thenissey                                                                                        | Rue de l'Église                                               | 47° 29′ 46″ nord, 4° 37′ 21″ est | « PA21000017 »                | Inscrit                | 1999             | Église Saint-Léger                                  |
| Château de Thoisy-la-Berchère                              | Thoisy-la-Berchère                                                                               | Route de Saulieu                                              | 47° 15′ 40″ nord, 4° 20′ 42″ est | « PA00112695 »                | Inscrit                | 1978             | Château de Thoisy-la-Berchère                       |
| Église Saint-Pierre                                        | Thoisy-la-Berchère                                                                               | Rue du Marché                                                 | 47° 15′ 44″ nord, 4° 20′ 46″ est | « PA00112696 »                | Inscrit                | 1971             | Église Saint-Pierre                                 |
| Croix                                                      | Thoisy-le-Désert                                                                                 | Cimetière Grande Rue                                          | 47° 14′ 48″ nord, 4° 31′ 31″ est | « PA00112697 »                | Inscrit                | 1925             | Image manquante Téléverser                          |
| Église Saint-Maurice                                       | Thoisy-le-Désert                                                                                 | Grande Rue                                                    | 47° 14′ 47″ nord, 4° 31′ 32″ est | « PA00112698 »                | Classé                 | 1922             | Église Saint-Maurice                                |
| Croix de cimetière                                         | Thoste                                                                                           | Rue de la Foirée                                              | 47° 26′ 12″ nord, 4° 13′ 32″ est | « PA00112699 »                | Inscrit                | 1926             | Croix de cimetière                                  |
| Église Saint-Florent-et-Saint-Honoré                       | Til-Châtel                                                                                       |                                                               | 47° 31′ 05″ nord, 5° 10′ 19″ est | « PA00112700 »                | Classé                 | 1862             | Image manquante Téléverser                          |
| Chapelle de la Levée d'Auxonne                             | Tillenay                                                                                         |                                                               | 47° 11′ 52″ nord, 5° 21′ 13″ est | « PA00112702 »                | Classé                 | 1932             | Image manquante Téléverser                          |
| Gare d'Auxonne                                             | Tillenay                                                                                         |                                                               | 47° 11′ 34″ nord, 5° 22′ 37″ est | « PA00112701 »                | Inscrit                | 1984             | Gare d'Auxonne                                      |
| Église Saint-Didier                                        | Torcy-et-Pouligny                                                                                | Place de l'Église                                             | 47° 29′ 38″ nord, 4° 13′ 20″ est | « PA00112703 »                | Inscrit                | 1925             | Église Saint-Didier                                 |
| Prieuré                                                    | Trouhaut                                                                                         | Grande Rue                                                    | 47° 23′ 24″ nord, 4° 45′ 40″ est | « PA21000018 »                | Inscrit                | 1999             | Prieuré                                             |
| Château de Turcey                                          | Turcey                                                                                           | Chemin de Charencey                                           | 47° 24′ 40″ nord, 4° 42′ 44″ est | « PA00112704 »                | Inscrit                | 1928 1999        | Image manquante Téléverser                          |
| Croix de cimetière                                         | Turcey                                                                                           | Rochotte route                                                | 47° 24′ 32″ nord, 4° 43′ 06″ est | « PA00112705 »                | Classé                 | 1905             | Croix de cimetière                                  |
| Château de Montculot                                       | Urcy                                                                                             |                                                               | 47° 16′ 22″ nord, 4° 50′ 29″ est | « PA21000029 »                | Inscrit                | 2003             | Château de Montculot                                |
| Forges                                                     | Val-Suzon                                                                                        | Rue du Fourneau                                               | 47° 24′ 23″ nord, 4° 53′ 34″ est | « PA00112706 »                | Inscrit                | 1982             | Forges                                              |
| Église de l'Assomption                                     | Vandenesse-en-Auxois                                                                             | Rue de Châteauneuf                                            | 47° 13′ 08″ nord, 4° 36′ 58″ est | « PA00112707 »                | Inscrit                | 1927             | Église de l'Assomption                              |
| Chapelle Saint-Phal                                        | Vanvey                                                                                           |                                                               | 47° 49′ 28″ nord, 4° 43′ 05″ est | « PA00112708 »                | Classé Inscrit         | 1965 1990        | Chapelle Saint-Phal                                 |
| Église Notre-Dame-de-l'Assomption                          | Vanvey                                                                                           | Rue des Ponts                                                 | 47° 50′ 02″ nord, 4° 42′ 31″ est | « PA00112709 »                | Inscrit                | 1976             | Église Notre-Dame-de-l'Assomption                   |
| Lavoir de Vanvey                                           | Vanvey                                                                                           |                                                               | 47° 50′ 06″ nord, 4° 42′ 32″ est | « PA00112710 »                | Inscrit                | 1976             | Lavoir de Vanvey                                    |
| Fort de Varois                                             | Varois-et-Chaignot                                                                               | Promenade du Fort                                             | 47° 20′ 52″ nord, 5° 07′ 59″ est | « PA21000048 »                | Inscrit                | 2007             | Fort de Varois                                      |
| Chapelle Notre-Dame d'Étang                                | Velars-sur-Ouche                                                                                 |                                                               | 47° 18′ 13″ nord, 4° 54′ 02″ est | « PA21000007 »                | Inscrit                | 1996             | Chapelle Notre-Dame d'Étang                         |
| Viaduc de Fain                                             | Velars-sur-Ouche également sur Fleurey-sur-Ouche                                                 |                                                               | 47° 19′ 17″ nord, 4° 53′ 30″ est | « PA00112711 » « PA00112462 » | Inscrit                | 1984             | Viaduc de Fain                                      |
| Pont des Romains                                           | Venarey-les-Laumes                                                                               | Rue du Pont des Romains                                       | 47° 32′ 51″ nord, 4° 27′ 25″ est | « PA00112712 »                | Inscrit                | 1925             | Pont des Romains                                    |
| Croix                                                      | Verrey-sous-Drée                                                                                 | Route de Sombernon                                            | 47° 21′ 51″ nord, 4° 41′ 25″ est | « PA00112713 »                | Inscrit                | 1925             | Croix                                               |
| Château de Verrey-sous-Salmaise                            | Verrey-sous-Salmaise                                                                             | Rue de l'Église                                               | 47° 26′ 17″ nord, 4° 40′ 06″ est | « PA00112714 »                | Classé                 | 1944             | Château de Verrey-sous-Salmaise                     |
| Maison forte                                               | Verrey-sous-Salmaise                                                                             | 23 rue du Giboux                                              | 47° 26′ 13″ nord, 4° 39′ 57″ est | « PA00112715 »                | Inscrit                | 1971             | Maison forte                                        |
| Vertillum                                                  | Vertault                                                                                         | En Laignes                                                    | 47° 55′ 08″ nord, 4° 20′ 55″ est | « PA00112716 »                | Classé                 | 1875             | Vertillum                                           |
| Château de Vianges                                         | Vianges                                                                                          |                                                               | 47° 09′ 30″ nord, 4° 19′ 37″ est | « PA00112717 »                | Inscrit                | 1980             | Image manquante Téléverser                          |
| Château de Bourbilly                                       | Vic-de-Chassenay                                                                                 |                                                               | 47° 27′ 18″ nord, 4° 14′ 06″ est | « PA00112778 »                | Inscrit                | 1992             | Château de Bourbilly                                |
| Église Saint-Martin                                        | Vic-de-Chassenay                                                                                 |                                                               | 47° 28′ 31″ nord, 4° 16′ 00″ est | « PA00112718 »                | Inscrit                | 1927             | Église Saint-Martin                                 |
| Église Saint-Pierre-et-Saint-Paul                          | Vic-des-Prés                                                                                     |                                                               | 47° 06′ 13″ nord, 4° 38′ 31″ est | « PA00112719 »                | Classé                 | 1910             | Église Saint-Pierre-et-Saint-Paul                   |
| Château de Thil                                            | Vic-sous-Thil                                                                                    |                                                               | 47° 23′ 06″ nord, 4° 20′ 14″ est | « PA00112720 »                | Classé                 | 1905             | Château de Thil                                     |
| Collégiale de Thil                                         | Vic-sous-Thil                                                                                    |                                                               | 47° 23′ 14″ nord, 4° 20′ 09″ est | « PA00112721 »                | Classé                 | 1905             | Collégiale de Thil                                  |
| Manège du Brouillard                                       | Vic-sous-Thil                                                                                    | Le Brouillard                                                 | 47° 22′ 26″ nord, 4° 19′ 31″ est | « PA00125318 »                | Inscrit                | 1993             | Manège du Brouillard                                |
| Chapelle du presbytère                                     | Villaines-en-Duesmois                                                                            | Vaugimois                                                     | 47° 41′ 45″ nord, 4° 29′ 28″ est | « PA00112722 »                | Inscrit                | 1927             | Chapelle du presbytère                              |
| Château de Villaines-en-Duesmois                           | Villaines-en-Duesmois                                                                            | Rue du Vieux Château                                          | 47° 40′ 49″ nord, 4° 31′ 46″ est | « PA00112723 »                | Inscrit                | 1970             | Château de Villaines-en-Duesmois                    |
| Château de Villeberny                                      | Villeberny                                                                                       | Rue Pillot                                                    | 47° 26′ 38″ nord, 4° 36′ 06″ est | « PA21000014 »                | Inscrit                | 1998             | Château de Villeberny                               |
| Église Saint-Nicolas                                       | Villeberny                                                                                       | Grande Rue                                                    | 47° 26′ 20″ nord, 4° 35′ 56″ est | « PA21000030 »                | Inscrit                | 2005             | Église Saint-Nicolas                                |
| Église de l'Assomption                                     | Villebichot                                                                                      | Rue de l'Église                                               | 47° 08′ 22″ nord, 5° 02′ 30″ est | « PA00112724 »                | Inscrit                | 1927             | Église de l'Assomption                              |
| Tumulus du Bois-Vert                                       | La Villeneuve-les-Convers                                                                        |                                                               | 47° 34′ 14″ nord, 4° 36′ 40″ est | « PA00112725 »                | Classé                 | 1921             | Image manquante Téléverser                          |
| Château de Villers-la-Faye                                 | Villers-la-Faye                                                                                  | Rue du Château                                                | 47° 06′ 19″ nord, 4° 52′ 31″ est | « PA00112727 »                | Inscrit                | 1925             | Image manquante Téléverser                          |
| Église du cimetière                                        | Villers-la-Faye                                                                                  | Mont Saint-Victor                                             | 47° 06′ 12″ nord, 4° 52′ 54″ est | « PA00112728 »                | Inscrit                | 1925             | Église du cimetière                                 |
| Abbaye du Val des Choues                                   | Villiers-le-Duc                                                                                  |                                                               | 47° 46′ 17″ nord, 4° 45′ 14″ est | « PA00112784 »                | Inscrit                | 1992             | Abbaye du Val des Choues                            |
| Château de Villiers-le-Duc                                 | Villiers-le-Duc                                                                                  |                                                               | 47° 49′ 16″ nord, 4° 42′ 26″ est | « PA21000010 »                | Inscrit                | 1997             | Château de Villiers-le-Duc                          |
| Église Saint-Jean-Baptiste                                 | Villiers-le-Duc                                                                                  |                                                               | 47° 49′ 16″ nord, 4° 42′ 24″ est | « PA00112729 »                | Inscrit Classé         | 1988 1995        | Église Saint-Jean-Baptiste                          |
| Bornes de la forêt de Châtillon                            | Villiers-le-Duc (également sur Buncey, Maisey-le-Duc, Nod-sur-Seine et Saint-Germain-le-Rocheux) | Situées sur 19 parcelles                                      | à géolocaliser                   | « PA21000063 »                | Inscrit                | 27 novembre 2012 | Image manquante Téléverser                          |
| Château de Villotte-Saint-Seine                            | Villotte-Saint-Seine                                                                             |                                                               | 47° 25′ 51″ nord, 4° 42′ 15″ est | « PA00135226 »                | Inscrit                | 1995             | Château de Villotte-Saint-Seine                     |
| Croix                                                      | Villotte-Saint-Seine                                                                             |                                                               | 47° 25′ 44″ nord, 4° 42′ 20″ est | « PA00112730 »                | Inscrit                | 1925             | Croix                                               |
| Croix de chemin                                            | Villy-en-Auxois                                                                                  | Route de Villeberny                                           | 47° 25′ 39″ nord, 4° 37′ 50″ est | « PA00112731 »                | Classé                 | 1924             | Croix de chemin                                     |
| Croix                                                      | Villy-en-Auxois                                                                                  |                                                               | 47° 25′ 25″ nord, 4° 37′ 59″ est | « PA00112732 »                | Classé                 | 1920             | Croix                                               |
| Église Saint-Révérien-et-Saint-Blaise                      | Villy-le-Moutier                                                                                 |                                                               | 47° 02′ 13″ nord, 4° 59′ 39″ est | « PA00112733 »                | Inscrit                | 1926             | Église Saint-Révérien-et-Saint-Blaise               |
| Camp de Miard                                              | Vitteaux                                                                                         |                                                               | 47° 23′ 20″ nord, 4° 30′ 59″ est | « PA21000023 »                | Classé                 | 2004             | Image manquante Téléverser                          |
| Église Saint-Germain-d'Auxerre                             | Vitteaux                                                                                         |                                                               | 47° 24′ 02″ nord, 4° 32′ 26″ est | « PA00112734 »                | Classé                 | 2001             | Église Saint-Germain-d'Auxerre                      |
| Halles                                                     | Vitteaux                                                                                         | Rue Hubert Languet                                            | 47° 23′ 49″ nord, 4° 32′ 31″ est | « PA00112735 »                | Classé                 | 1964             | Halles                                              |
| Hôtel Piget                                                | Vitteaux                                                                                         | 1 rue Portelle                                                | 47° 23′ 48″ nord, 4° 32′ 30″ est | « PA21000011 »                | Inscrit Classé         | 1997 1998        | Hôtel Piget                                         |
| Immeuble                                                   | Vitteaux                                                                                         | 5 rue Hubert Languet                                          | 47° 23′ 51″ nord, 4° 32′ 29″ est | « PA00112736 »                | Inscrit                | 1971             | Immeuble                                            |
| Maison                                                     | Vitteaux                                                                                         | 1 rue Hubert Languet                                          | 47° 23′ 52″ nord, 4° 32′ 29″ est | « PA00112738 »                | Inscrit                | 1926             | Image manquante Téléverser                          |
| Hôtel Ferrand                                              | Vitteaux                                                                                         | 3 rue Hubert Languet                                          | 47° 23′ 51″ nord, 4° 32′ 29″ est | « PA00112739 »                | Inscrit                | 1926             | Hôtel Ferrand                                       |
| Maison                                                     | Vitteaux                                                                                         | Rue Pelletier-de-Chambure                                     | 47° 23′ 50″ nord, 4° 32′ 31″ est | « PA00112740 »                | Inscrit                | 1926             | Maison                                              |
| Maison Bélime                                              | Vitteaux                                                                                         | 4 rue Pelletier-de-Chambure                                   | 47° 23′ 51″ nord, 4° 32′ 32″ est | « PA00112737 »                | Classé                 | 1968 1994        | Maison Bélime                                       |
| Église Saint-Marcel                                        | Vix                                                                                              |                                                               | 47° 54′ 14″ nord, 4° 31′ 52″ est | « PA00112741 »                | Classé                 | 1914             | Église Saint-Marcel                                 |
| Tombe de Vix                                               | Vix                                                                                              |                                                               | 47° 54′ 23″ nord, 4° 31′ 58″ est | « PA21000043 »                | Inscrit Classé         | 2006 2011        | Tombe de Vix                                        |
| Cimetière de Volnay                                        | Volnay                                                                                           |                                                               | 46° 59′ 55″ nord, 4° 47′ 03″ est | « PA00112742 »                | Inscrit                | 1925             | Cimetière de Volnay                                 |
| Église Saint-Cyr-et-Sainte-Julitte                         | Volnay                                                                                           |                                                               | 47° 00′ 05″ nord, 4° 46′ 53″ est | « PA00112744 »                | Inscrit                | 1925             | Église Saint-Cyr-et-Sainte-Julitte                  |
| Pierre-Brûlée                                              | Volnay                                                                                           |                                                               | 47° 01′ 01″ nord, 4° 45′ 39″ est | « PA00112743 »                | Classé                 | 1911             | Pierre-Brûlée                                       |
| Château du Clos de Vougeot                                 | Vougeot                                                                                          |                                                               | 47° 10′ 30″ nord, 4° 57′ 19″ est | « PA00112745 »                | Classé                 | 1949             | Château du Clos de Vougeot                          |
| Église de la Nativité                                      | Voulaines-les-Templiers                                                                          | Place Jean Moisy                                              | 47° 49′ 08″ nord, 4° 46′ 42″ est | « PA00112761 »                | Inscrit                | 1991             | Église de la Nativité                               |